# Zahájený
Zahájený (845,6 m) je vrch v Mladotické vrchovině v Šumavském podhůří v katastrálním území Zálesí u Drážova v obci Drážov, 2 km jihozápadně od vsi Zálesí. Jedná se o nejvyšší vrchol okresu Strakonice. Na vrcholu je vytyčen triangulační bod.

## Geomorfologie
Zahájený je sukem na hřbetu vybíhajícím k severovýchodu z Javorníku. Vrch je tvořen moldanubickými pararulami a migmatitem.

## Přístup
Na Zahájený nevede žádná značená cesta, z východu vedou pod vrchol lesní cesty od samot Paloucký (816 m) a Korytský (799 m).

## Galerie

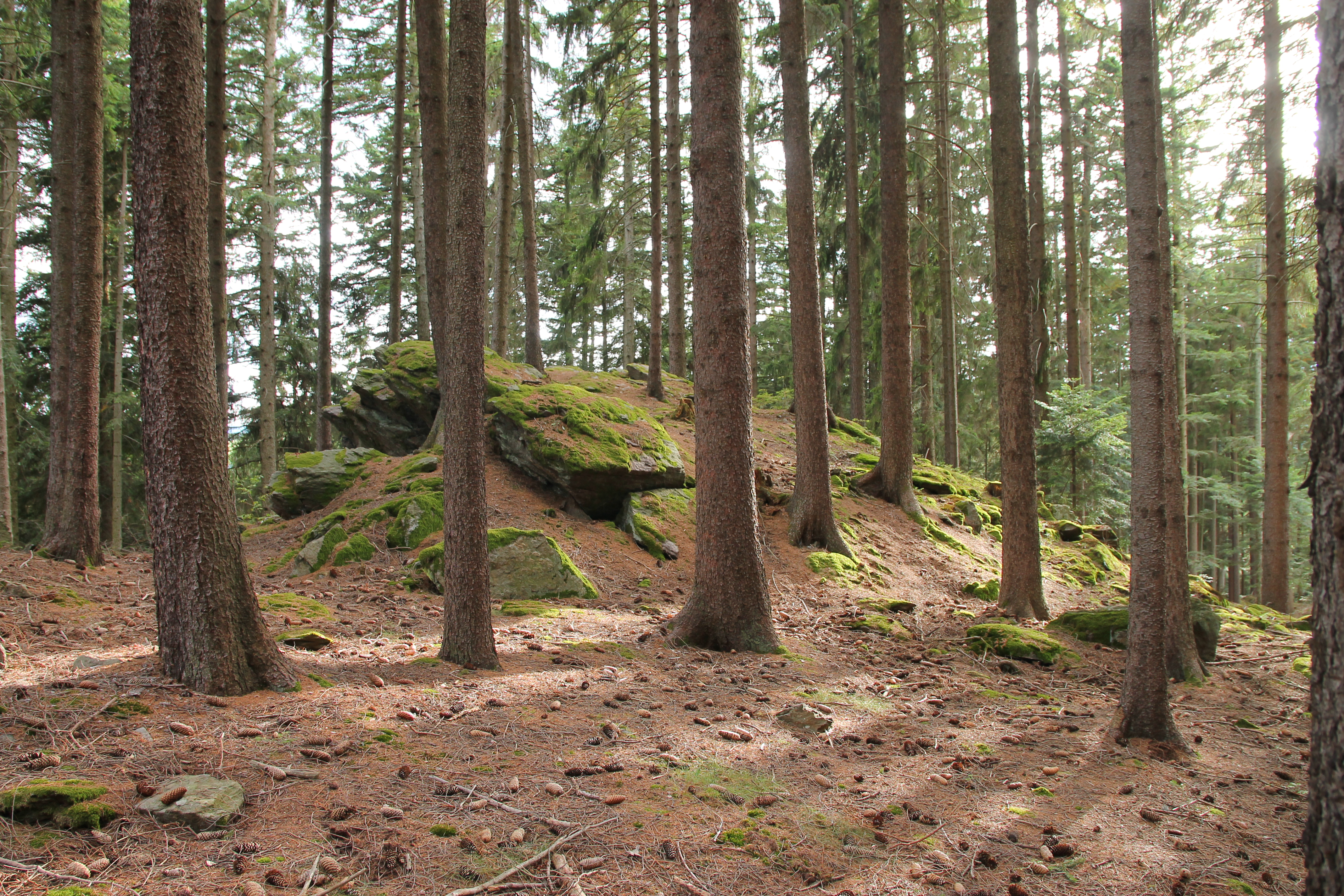
Skály na vrcholu
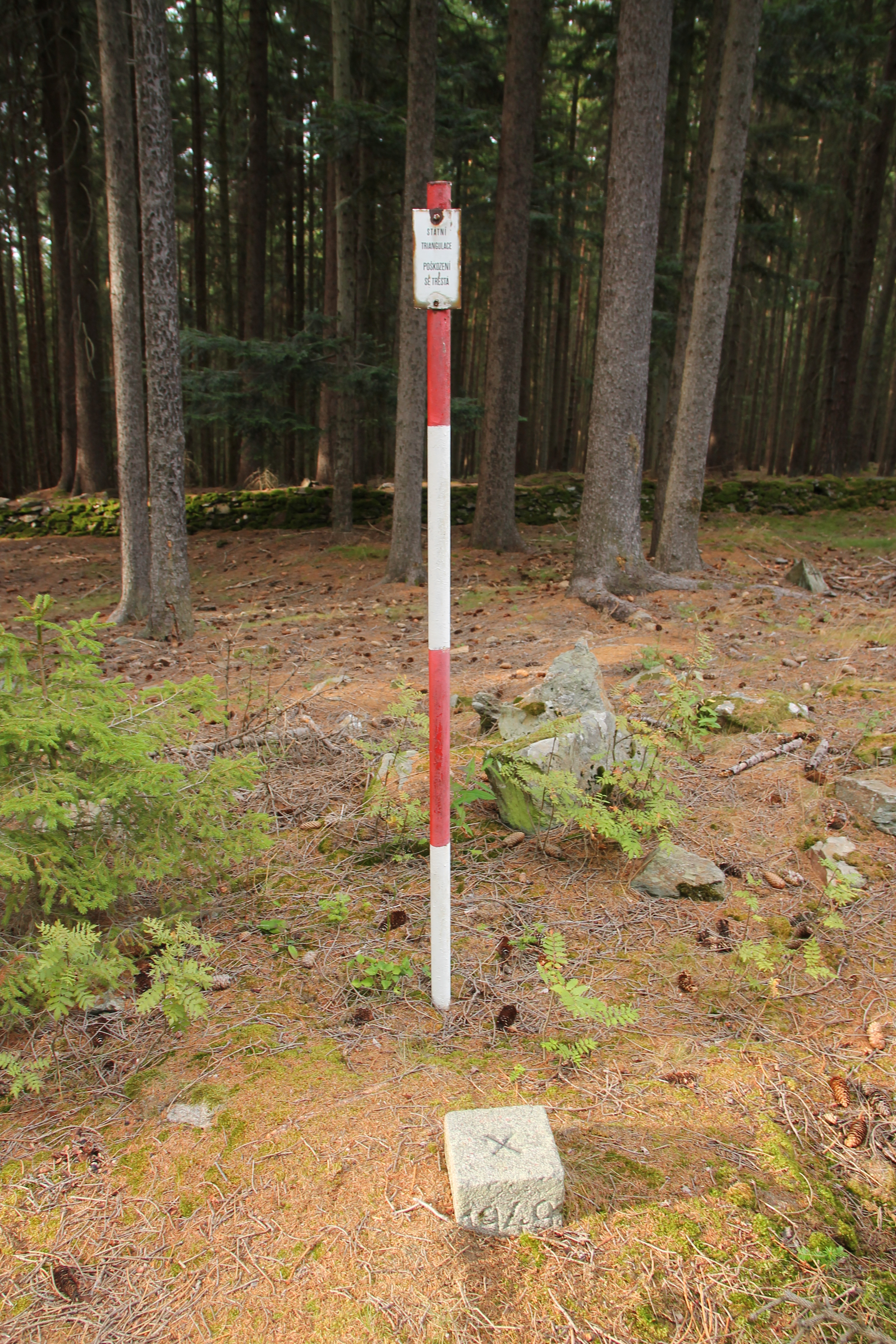
Označení triangulace
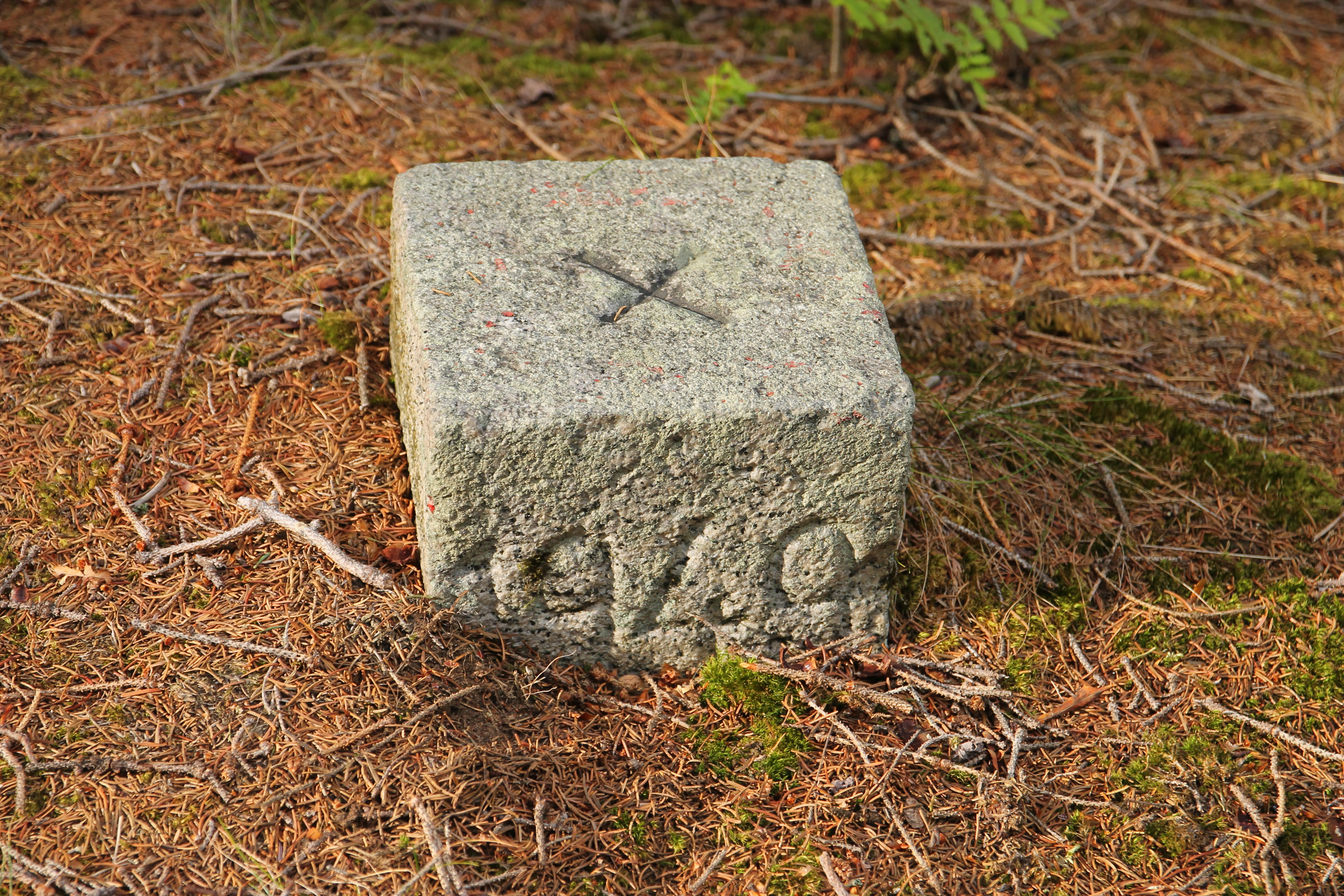
Triangulační bod
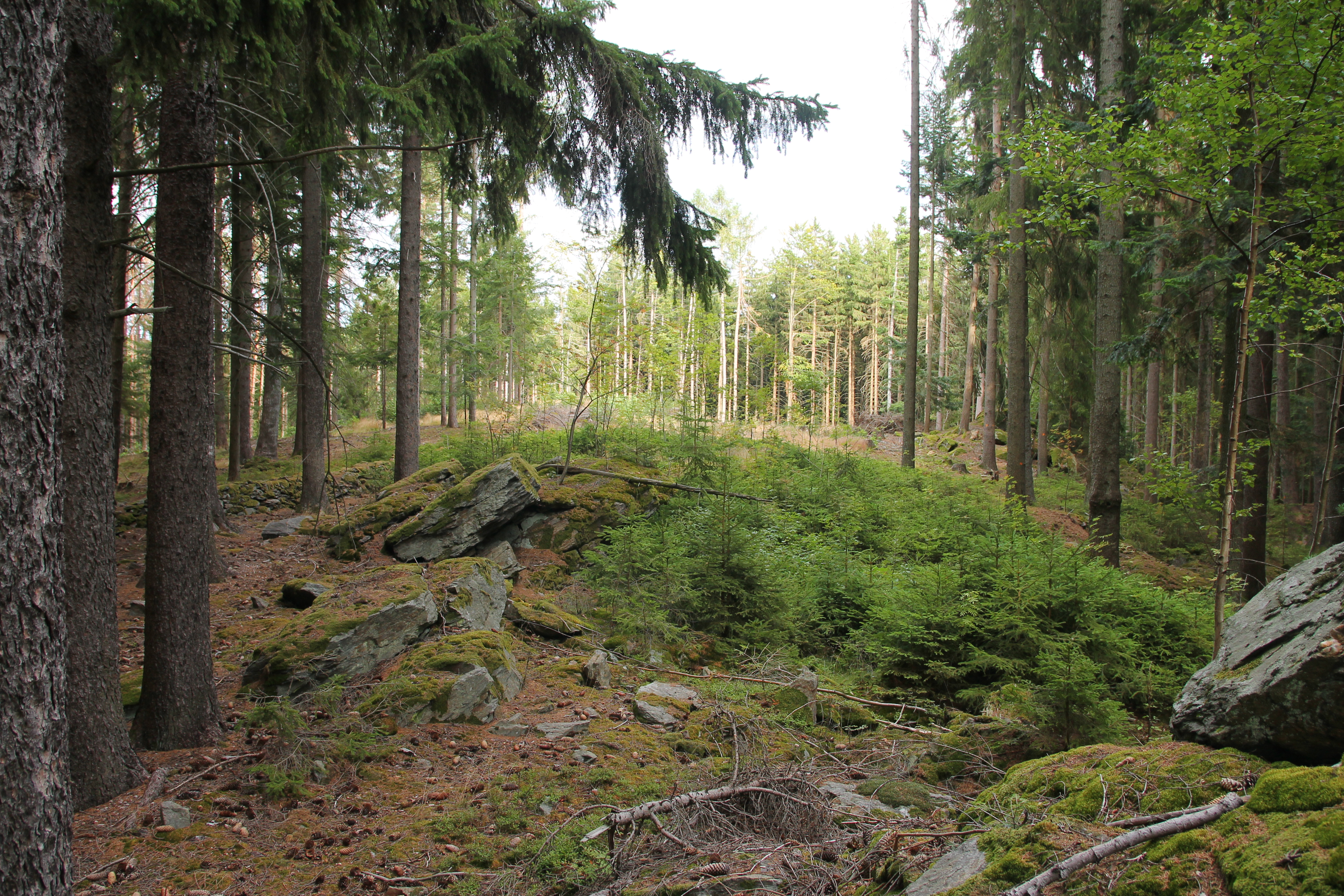
Hřeben táhnoucí se od vrcholu na východ
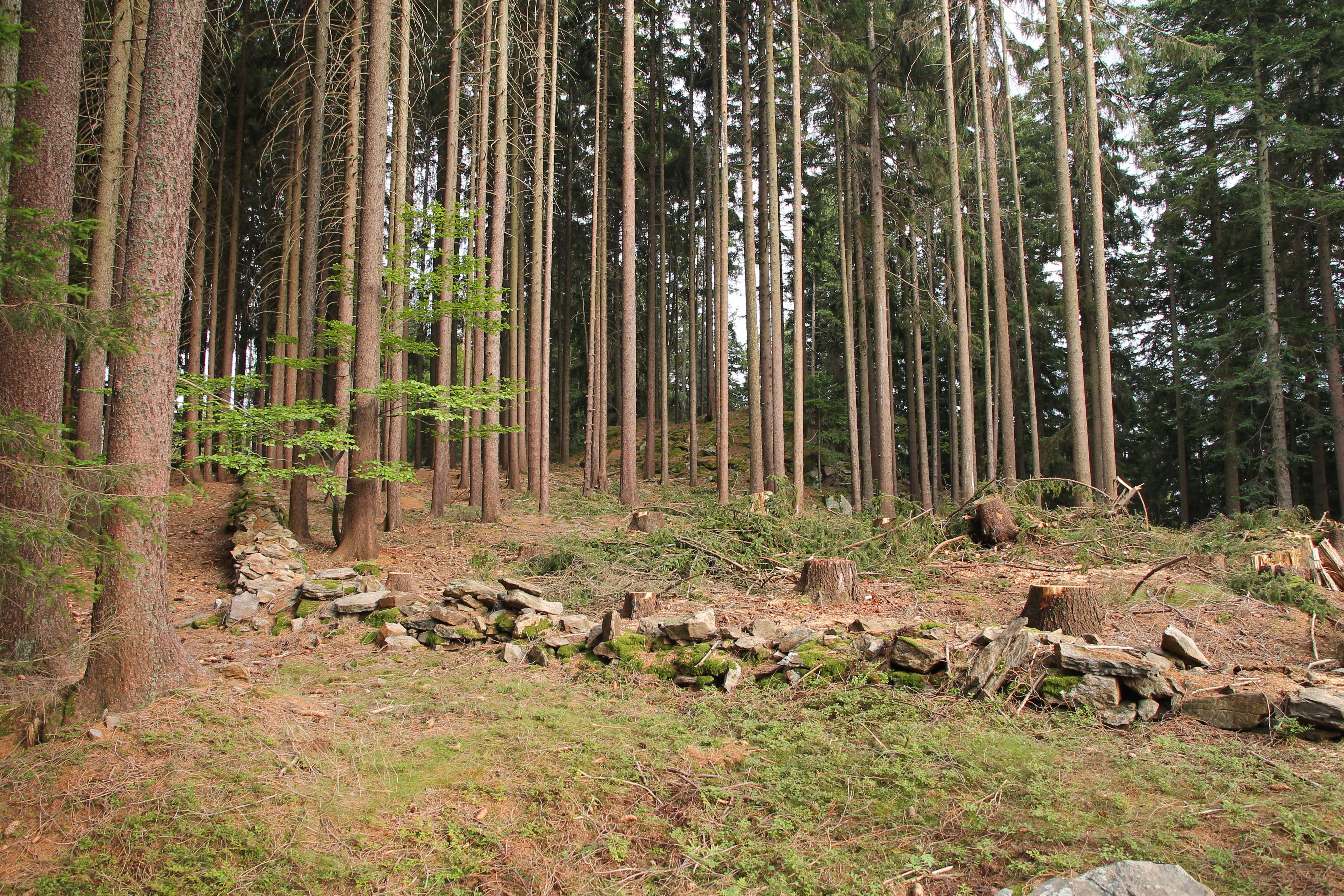
Západní svah s kamennou hranicí pozemků
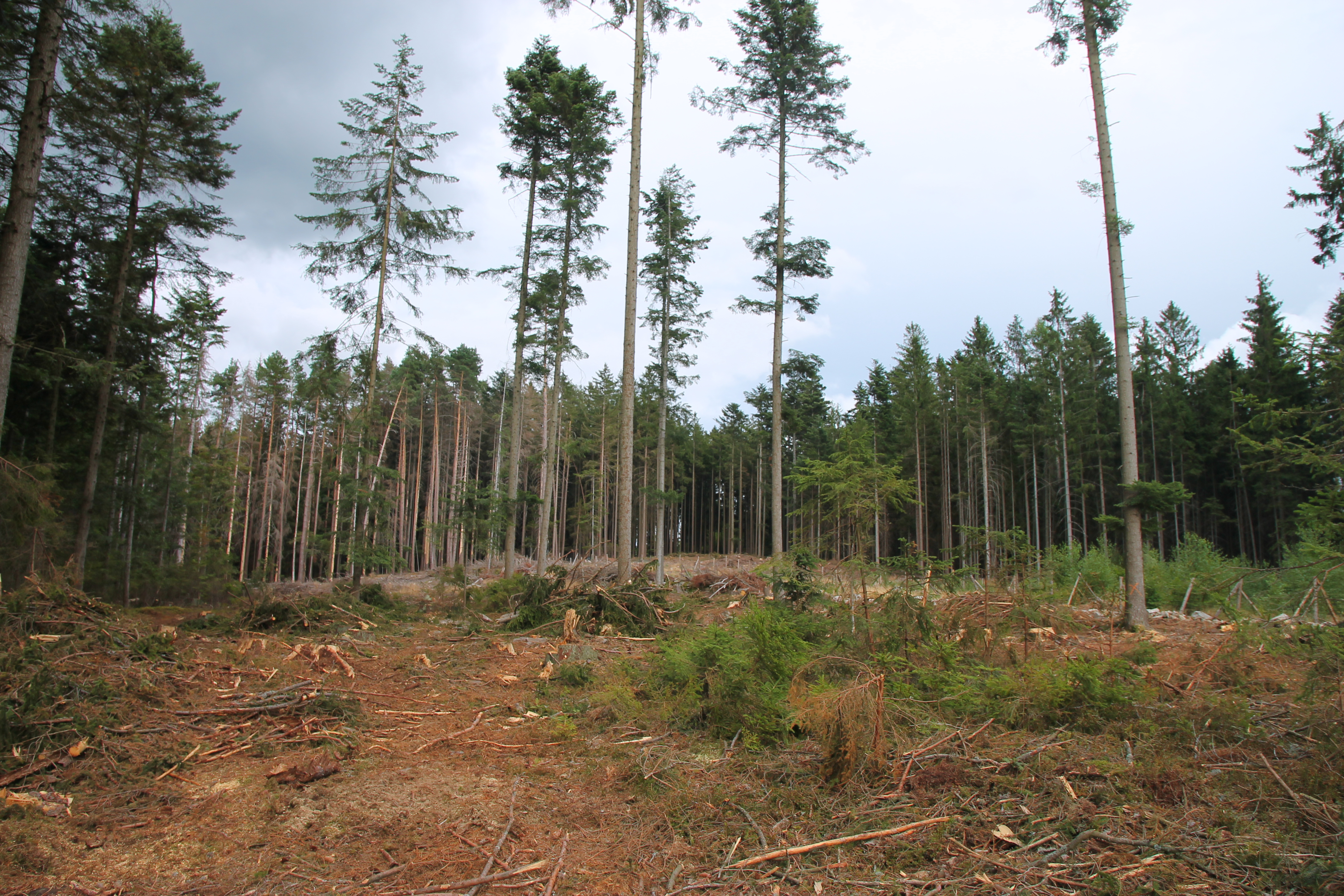
Vykácený les na západním svahu (kůrovcová kalamita 2019)